# 966 Muschi
966 Muschi là một tiểu hành tinh vành đai chính. Nó được phát hiện ngày 9 tháng 11 năm 1921 bởi nhà thiên văn học Walter Baade người Đức.